# Столова планина
Столова планина или меса (на немски: Tafelberg, на испански: mesa – стол) – планина с плоско било и плоски върхове и стръмни, на места отвесни склонове.
Столовите планини най-често са изградени от седиментни скали. Склоновете им са предимно стръмни, почти отвесни. В надлъжен профил тези планини имат продълговата форма, т.е. в едно от направленията билното плато е удължено. Своята отсечена форма столовите планини дължат на процеса денудация – ерозия и изветряне. Една от разновидностите на столовите планини са тези планини, плоските върхове, на които не са изградени от седиментни скали, а са бронирани от застинала лава. Те са най-разпространени в Латинска Америка, най-вече в Гвианската планинска земя, където се наричат тепуи; в САЩ – Долината на монументите, Стъклените планини (Glass Mountains или Gloss Hills, в щата Оклахома); в Русия: Столовата планина (на ингушки: Маьт лоам, в Република Северна Осетия-Алания), платото Путорана (в Красноярски край).
- Гамсберг, Намибия
- Монте Санту и Монте Сан Антонио, Сардиния
- тепуи – Кукенан, Венецуела
- Столовата планина, Кейптаун, РЮА
- Сиера Негро, Аржентина